# Karina Hils
Karina Hils (* 1. August 1987) ist eine ehemalige deutsche Skispringerin.
Hils, die für den SV Meßstetten startete, gab ihr internationales Debüt bei FIS-Springen 2003. Dabei erreichte sie im vierten Springen in Meinerzhagen mit Platz acht erstmals eine Platzierung unter den besten zehn. Am 8. Februar 2005 startete Hils in Schönwald erstmals im Skisprung-Continental-Cup. Dabei erreichte sie auf Anhieb die Punkteränge. Hils bestritt jedoch nur noch ein weiteres Springen in Baiersbronn, bei dem sie ebenfalls Punkte gewann. Mit 18 gewonnenen Punkten beendete sie die Saison 2004/05 auf dem 38. Platz der Gesamtwertung und zugleich ihre aktive Skisprungkarriere.